# Institut de littérature Maxime-Gorki
Ne doit pas être confondu avec Institut de littérature mondiale Gorki.
L'institut de littérature Maxime-Gorki (Литературный институт имени А. М. Горького) est un établissement d'enseignement supérieur situé à Moscou comprenant deux facultés : l'une d'enseignement de jour et l'autre d'enseignement par correspondance. La première mène à un diplôme (nommé baccalauréat) en quatre ans, à un diplôme de spécialiste en cinq ans et à un diplôme de maîtrise de thèse (magister) deux ans après le premier diplôme (de quatre ans). L'institut est spécialisé en création littéraire et en traduction littéraire. La seconde faculté (par correspondance) prépare à un enseignement de spécialiste en six ans, et seulement en création littéraire. La filière de traduction littéraire prépare des spécialistes de traduction en russe à partir du français, de l'allemand, de l'anglais, de l'italien et du coréen.
Son adresse est au 25 boulevard de Tver, dans le centre historique de Moscou et dans l'ancienne maison natale d'Alexandre Herzen. L'institut a été fondé par Maxime Gorki en 1933 et a été baptisé de son nom en 1936.

## Anciens élèves
- Loreta Hairapedian Tabrizi (1911-1998)
- Alexandre Iachine (1913-1968)
- Viktor Rozov (1913-2004)
- Alexandre Raskine (1914-1971)
- Margarita Aliguer (1915-1992)
- Constantin Simonov (1915-1979)
- Mikhaïl Matoussovski (1915-1990)
- Pavel Kogane (1918-1942)
- Boris Zakhoder (1918-2000)
- Boris Sloutski (1919-1986)
- Sergueï Narovtchatov (1919-1981)
- Lidia Tolstoï-Libedinskaïa (1921-2006)
- Vladimir Karpov (1922-2010)
- Alexandre Mejirov (1923-2009)
- Rassoul Gamzatov (1923-2003)
- Edouard Assadov (1923-2004)
- Leonid Zorine (1924-2020)
- Ioulia Drounina (1924-1991)
- Nabi Khazri (1924-2007)
- Evgueni Vinokourov (1925-1993)
- Iouri Trifonov (1925-1981)
- Gabil Imamverdiyev (1926-2007)
- Macha Rolnikaite (1927-2016)
- Iouri Kazakov (1927-1982)
- Fazil Iskander (1929-2016)
- Anatoli Kouznetsov (1929-1979)
- Lina Kostenko (1930-)
- Vizma Belševica (1931-2005)
- Vassili Belov (1932-2012)
- Djabir Novruz (1933-2002)
- Ismaïl Kadaré (1936-2024)
- Iounna Morits (1937-)
- Bella Akhmadoulina (1937-2010)
- Anatoli Kim (1939-)
- Maithripala Sirisena (1951-)
- Bakhytjan Kanapianov (1951-)
- Mykola Riabtchouk (1953-)
- Renata Verejanu (1947-)
- Boris Golovine (1955-)
- Valéria Narbikova (1958-)
- Nambaryn Enkhbayar (1958-)
- Alexandre Skorobogatov (1963-)
- Julia Latynina (1966-)
- Irina Kudesova (1971-)
- Alissa Ganieva (1985-)

## Galerie
|                               |
| Façade donnant sur le jardin. |

|                             |
| Façade de l'Institut Gorki. |

## Source
- (ru) Cet article est partiellement ou en totalité issu de l’article de Wikipédia en russe intitulé « Литературный институт имени А. М. Горького » (voir la liste des auteurs).